# 宝山镇 (绥化市)
宝山镇，是中华人民共和国黑龙江省绥化市北林区下辖的一个乡镇级行政单位。

## 行政区划
宝山镇下辖以下地区：
永顺村、战胜村、联合村、林场村、永发村、新立村、新胜村、宝山村和平顺村。